# Reggie and the Full Effect
Reggie and the Full Effect (también llamado Common Denominator o Fluxationes) es una banda de rock formada originalmente James Dewees en 1998 y Matt Pryor el vocalista de The Get Up Kids. Matt dejó la banda aproximadamente en 2003. 
Varios músicos han contribuido tanto en vivo como en estudio, se puede nombrar a Frank Iero, Paul Gray, Cory Write, Josh Newton, entre otros. 
Se han editado cinco discos con Vagrant Records con un éxito relativo. 
Se formó en 1998 gracias a que James Dewees de broma grabó unas canciones demo, cuando las escuchó su amigo Matt Pryor decidió que debían hacer una banda y se presentaron a "Second Nature Records" para grabar su primer disco. Paralelamente Matt invitó a James a su banda de música The Get Up Kids.

## Miembros

### Actuales
- James Dewees - voz, teclados, piano, sintetizador / batería, bajo (1998 - 2003 apox)

### Pasados
- Matt Pryor - guitarra, coros (1998 - 2003 apox)